# Vauxbons
Vauxbons est une commune française située dans le département de la Haute-Marne, en région Grand Est.

## Géographie

### Localisation
Vauxbons se situe à 19 km à l'ouest de Langres.
| Ternat               |              | Ormancey |
| Saint-Loup-sur-Aujon | Vauxbons     |          |
|                      | Rochetaillée | Voisines |

### Hydrographie
La commune est dans la région hydrographique « la Seine de sa source au confluent de l'Oise (exclu) » au sein du bassin Seine-Normandie. Elle est drainée par l'Aujon, le Fossé 01 des Maxières et le Fossé 02 des Maxières,.
L'Aujon, d'une longueur de 68 km, prend sa source dans la commune de Perrogney-les-Fontaines et se jette  dans l'Aube à Longchamp-sur-Aujon, après avoir traversé 17 communes. Les caractéristiques hydrologiques de l'Aujon sont données par la station hydrologique située sur la commune de Saint-Loup-sur-Aujon. Le débit moyen mensuel est de 0,623 m3/s. Le débit moyen journalier maximum est de 19,2 m3/s, atteint lors de la crue du 4 mai 2013. Le débit instantané maximal est quant à lui de 20,5 m3/s, atteint le même jour.

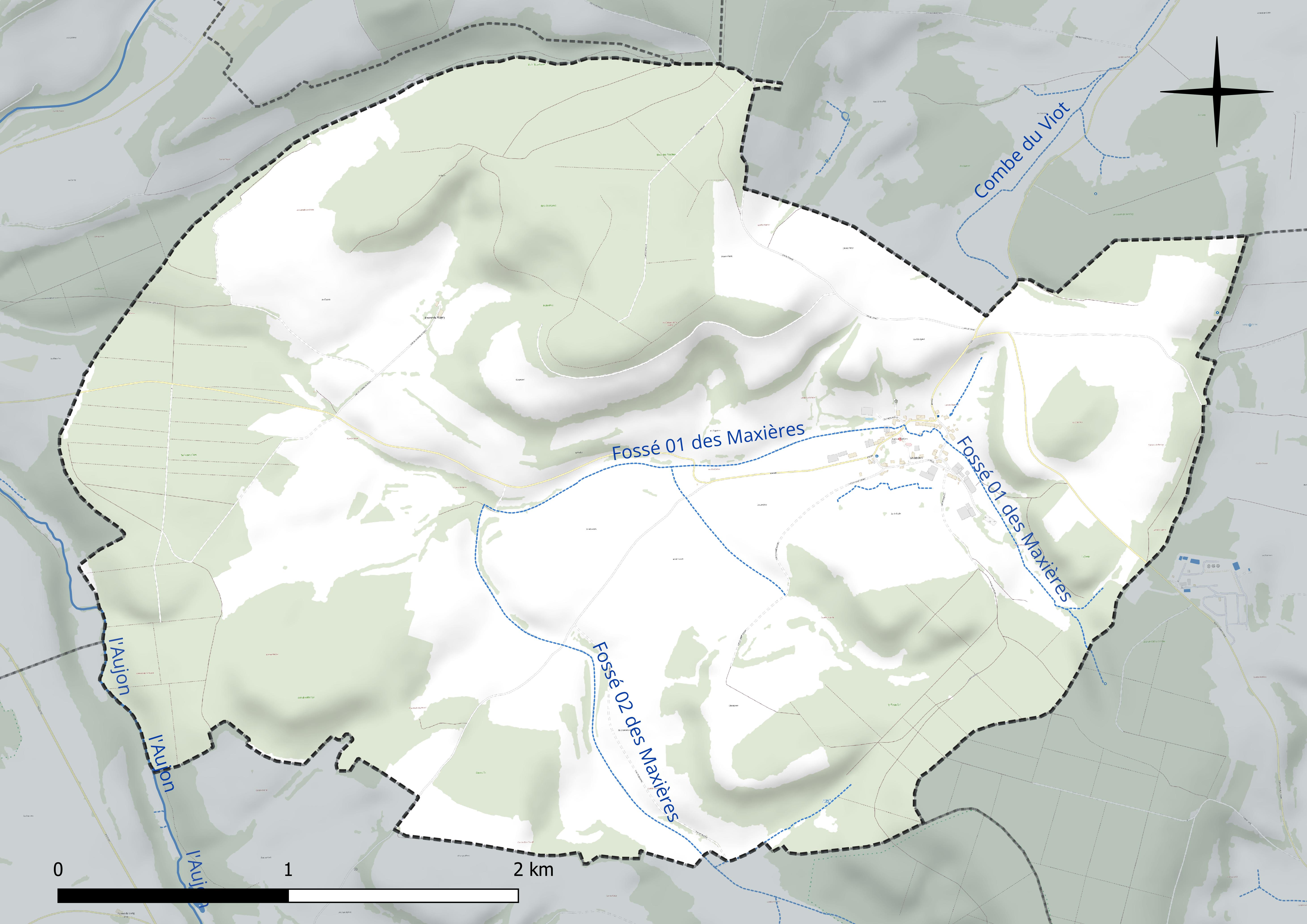
Réseau hydrographique de Vauxbons.

### Climat
Pour des articles plus généraux, voir Climat du Grand Est et Climat de la Haute-Marne.
En 2010, le climat de la commune est de type climat de montagne, selon une étude du Centre national de la recherche scientifique s'appuyant sur une série de données couvrant la période 1971-2000. En 2020, Météo-France publie une typologie des climats de la France métropolitaine dans laquelle la commune est exposée à un climat océanique altéré et est dans la région climatique  Lorraine, plateau de Langres, Morvan, caractérisée par un hiver rude (1,5 °C), des vents modérés et des brouillards fréquents en automne et hiver. 
Pour la période 1971-2000, la température annuelle moyenne est de 9,5 °C, avec une amplitude thermique annuelle de 16,6 °C. Le cumul annuel moyen de précipitations est de 979 mm, avec 13,5 jours de précipitations en janvier et 9,1 jours en juillet. Pour la période 1991-2020, la température moyenne annuelle observée sur la station météorologique de Météo-France la plus proche, « Saint-loup-sur-aujon_sapc », sur la commune de Saint-Loup-sur-Aujon à 5 km à vol d'oiseau, est de 10,5 °C et le cumul annuel moyen de précipitations est de 918,0 mm. 
La température maximale relevée sur cette station est de 39,9 °C, atteinte le 25 juillet 2019 ; la température minimale est de −22 °C, atteinte le 20 décembre 2009,,. 
Les paramètres climatiques de la commune ont été estimés pour le milieu du siècle (2041-2070) selon différents scénarios d'émission de gaz à effet de serre à partir des nouvelles projections climatiques de référence DRIAS-2020. Ils sont consultables sur un site dédié publié par Météo-France en novembre 2022.

## Urbanisme

### Typologie
Au 1er janvier 2024, Vauxbons est catégorisée commune rurale à habitat très dispersé, selon la nouvelle grille communale de densité à sept niveaux définie par l'Insee en 2022.
Elle est située hors unité urbaine. Par ailleurs la commune fait partie de l'aire d'attraction de Langres, dont elle est une commune de la couronne,. Cette aire, qui regroupe 77 communes, est catégorisée dans les aires de moins de 50 000 habitants,.

### Occupation des sols
L'occupation des sols de la commune, telle qu'elle ressort de la base de données européenne d’occupation biophysique des sols Corine Land Cover (CLC), est marquée par l'importance des territoires agricoles (49,3 % en 2018), une proportion identique à celle de 1990 (49,3 %). La répartition détaillée en 2018 est la suivante : 
forêts (48,7 %), terres arables (32,2 %), prairies (17,1 %), zones urbanisées (2 %). L'évolution de l’occupation des sols de la commune et de ses infrastructures peut être observée sur les différentes représentations cartographiques du territoire : la carte de Cassini (XVIIIe siècle), la carte d'état-major (1820-1866) et les cartes ou photos aériennes de l'IGN pour la période actuelle (1950 à aujourd'hui).

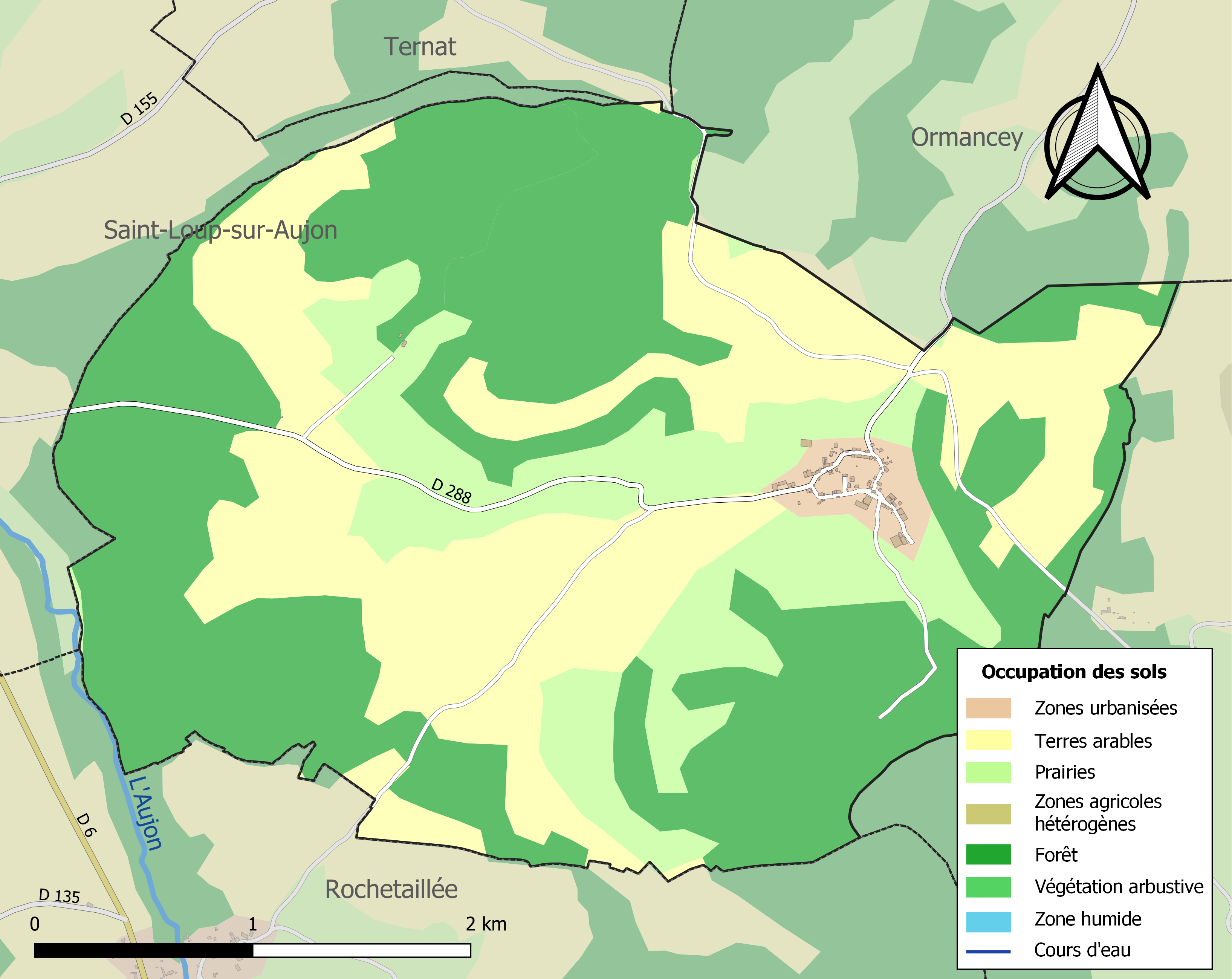
Carte des infrastructures et de l'occupation des sols de la commune en 2018 (CLC).

## Histoire
Le village prend probablement naissance vers 1216, date à laquelle l'évêque de Langres Guillaume de Joinville prend des mesures pour sortir les religieuses de l'abbaye de Vauxbons de la misère. À cet effet, le chapitre de Saint Mammès de Langres prend leurs biens à ferme perpétuelle. Le village qui se forme alors autour de l'abbaye appartient en partie aux chanoines de Langres, et en partie à l'abbaye.

### Abbaye de Vauxbons
L'abbaye de Vauxbons est une ancienne abbaye cistercienne de femmes fondée vers 1181 sur des terres données par Thibaut de Saint-Loup, avec l'accord de sa femme Elisabeth, pour sa fille Luce qui se fait religieuse1.

## Politique et administration

### Liste des maires
| Période                                  | Période   | Identité        | Étiquette | Qualité |
| ---------------------------------------- | --------- | --------------- | --------- | ------- |
| Les données manquantes sont à compléter. |           |                 |           |         |
| mars 1977                                | mars 2014 | Guy Gallimard   |           |         |
| mars 2014                                | En cours  | Edmond Rocoplan |           |         |

## Population et société

### Démographie
L'évolution du nombre d'habitants est connue à travers les recensements de la population effectués dans la commune depuis 1793. Pour les communes de moins de 10 000 habitants, une enquête de recensement portant sur toute la population est réalisée tous les cinq ans, les populations de référence des années intermédiaires étant quant à elles estimées par interpolation ou extrapolation. Pour la commune, le premier recensement exhaustif entrant dans le cadre du nouveau dispositif a été réalisé en 2004.

En 2022, la commune comptait 53 habitants, en évolution de −14,52 % par rapport à 2016 (Haute-Marne : −4,62 %, France hors Mayotte : +2,11 %).
| 1793 | 1800 | 1806 | 1821 | 1831 | 1836 | 1841 | 1846 | 1851 |
| ---- | ---- | ---- | ---- | ---- | ---- | ---- | ---- | ---- |
| 203  | 198  | 193  | 221  | 209  | 218  | 208  | 205  | 215  |

| 1856 | 1861 | 1866 | 1872 | 1876 | 1881 | 1886 | 1891 | 1896 |
| ---- | ---- | ---- | ---- | ---- | ---- | ---- | ---- | ---- |
| 206  | 195  | 174  | 160  | 163  | 164  | 155  | 148  | 118  |

| 1901 | 1906 | 1911 | 1921 | 1926 | 1931 | 1936 | 1946 | 1954 |
| ---- | ---- | ---- | ---- | ---- | ---- | ---- | ---- | ---- |
| 117  | 113  | 89   | 84   | 76   | 62   | 63   | 86   | 77   |

| 1962 | 1968 | 1975 | 1982 | 1990 | 1999 | 2004 | 2006 | 2009 |
| ---- | ---- | ---- | ---- | ---- | ---- | ---- | ---- | ---- |
| 72   | 65   | 47   | 50   | 50   | 47   | 53   | 61   | 60   |

| 2014 | 2019 | 2022 | - | - | - | - | - | - |
| ---- | ---- | ---- | - | - | - | - | - | - |
| 60   | 56   | 53   | - | - | - | - | - | - |

## Économie
- Exploitations agricoles.

## Culture locale et patrimoine

### Lieux et monuments
- L'église paroissiale Notre-Dame-de-la-Nativité[22].
- L'abbaye de Vauxbons.